# خليل محشي
خليل محشي (14 أغسطس 1951 – 1 يناير 2017) هوَ مفكر وَمحاضر فلسطيني ومدير المعهد الدولي للتخطيط التربوي في اليونسكو، وعمل منذُ بداية عام 1994 مع الطاقم المؤسس وزارة التربية والتعليم العالي الفلسطينية حيثُ تولى مدير عام العلاقات الدولية والعامة، كما عملَ أستاذاً ومُحاضراً في جامعة بيرزيت.
وُلد خليل محشي في مدينة رام الله عام 1951، وبعد ذلك أبعدته سلطات الاحتلال عن مدينة القدس، وسَبحت منه هويته المقدسية لاحقاً، كما عمل مُدير مدارس الفرندز في رام الله، وعمل رئيس قسم التربية وعلم النفس ومساعد عميد كلية الآداب في جامعة بيرزيت، ليؤسس بعدها مع زملاؤه وزارة التربية والتعليم العالي الفلسطينية وعمل منذ بداية عام 1994 مديراً عاماً للعلاقات الدولية والعامة فيها، وفي عام 2010 أصبح مدير المعهد الدولي للتخطيط التربوي في اليونسكو، ساهم خلالها في خدمة قضايا التعليم الفلسطيني وقضايا التعليم العربي.

## وفاته
تُوفي في 1 يناير 2017 في العاصمة الأردنية عَمان بعد صراعٍ مع المرض.
نَعت وزارة التربية والتعليم العالي الفلسطينية بمزيد من الحزن والأسى أحد أبرز مؤسسيها، وأعرب وزير التربية والتعليم العالي الفلسطيني صبري صيدم، عن حزن الأسرة التربوية العميق والشديد، على فقدان هذه القامة التربوية العلمية الفريدة، مؤكداً أنها خسارة فادحة لجميع روّاد العلم والمعرفة، منيت بها فلسطين في اليوم الأول من العام الجديد.
نعت عضو اللجنة التنفيذية لمنظمة التحرير الفلسطينية حنان عشراوي باسم اللجنة التنفيذية لمنظمة التحرير المفكر الوطني والتربوي.

## روابط خارجية
- خليل محشي على اللينكد إن.
- Mr. Khalil Mahshi: Position: Director of UNESCO’s International Institute for Educational Planning.